# Palazzo dei Signori della Missione

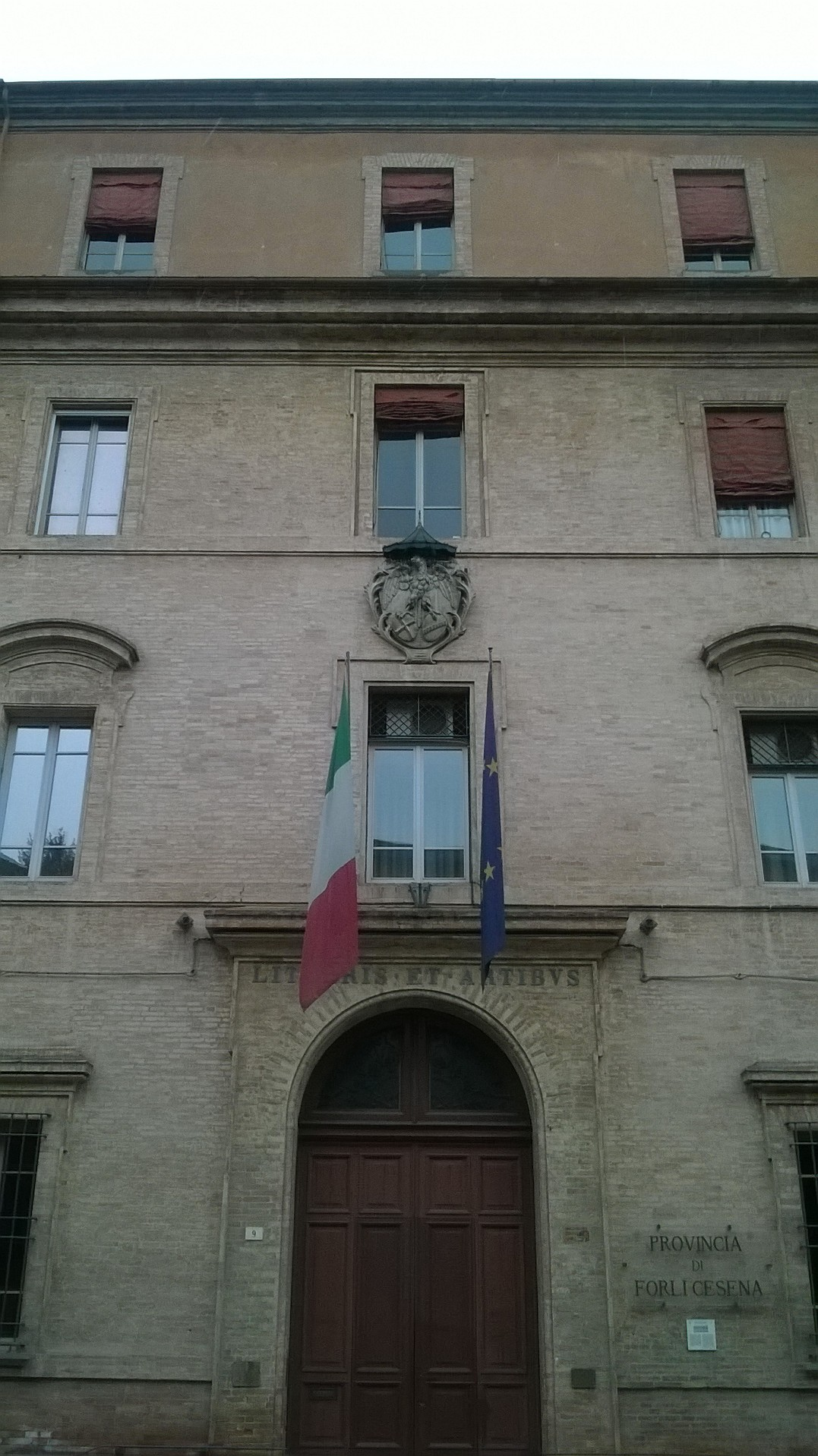
Palazzo dei Signori della Missione in Forlì, heute Sitz der Provinzverwaltung

Der Palazzo dei Signori della Missione, auch Palazzo dei Padri della Missione, ist ein Palast aus dem 18. Jahrhundert im historischen Zentrum von Forlì in der italienischen Region Emilia-Romagna. Er liegt an der Piazza Giovan Battista Morgagni 9, gegenüber der Basilika San Pellegrino Laziosi.

## Geschichte und Beschreibung
Den Palast, dessen Bauarbeiten von 1713 bis 1742 dauerten, ließ der Kardinal Fabrizio Paolucci (1651–1726) als Sitz der Lazaristenpadres des Heiligen Vinzenz von Paul erbauen.
Eine interne Kapelle wurde nach Plänen von Giuseppe Merenda wurde 1721 eingebaut.
Das Gebäude, das 1770 um eine Etage aufgestockt wurde, hat heute vier Stockwerke und einen Innenhof. Die Fassade besteht, wie es Tradition in Forlì war, aus Terrakotta in der typischen, roten Farbe „Rosso forlivese“.
Während der französischen Besatzung wurde der Palast nach der Auflösung der christlichen Orden zu einer Kaserne. Nachdem die Stadt Forlì zurück an den Kirchenstaat gekommen war, kaufte die Stadtverwaltung den Palast und bestimmte es zum neuen Sitz des Ginnasio-Liceo Classico, einer weiterführenden Schule, die Cesarini-Mazzoni 1764 gegründet hatte. So wurde das Gebäude lange auch Palazzo degli Studi genannt.
Ab 1836 dort die Stadtbibliothek von Forlì untergebracht, ab 1838 die Stadtpinakothek und ab 1910 die Stadtmuseen. Nachdem diese Einrichtungen 1922 in den Palazzo del Merenda umgezogen waren, wurde der Palazzo dei Signori della Missione Sitz verschiedener Schulen.
1872 wurde im dortigen Institut per königlichem Dekret die Stazione Agraria Sperimentale di Forlì (dt.: Experimentale, landwirtschaftliche Station von Forlì) gegründet. Heute heißt diese Unità di Ricerca per la Frutticoltura di Forlì (dt.: Forschungsvereinigung für Obstanbau von Forlì) mit Sitz in Magliano (Ortsteil von Forlì).
Heute ist im Palazzo dei Signori della Missione die Provinzverwaltung Forlì untergebracht. Somit wird der Palast auch Palazzo della Provincia genannt.

## Bemerkungen
1. ↑  Die Bibliothek entstand aus den Büchern, die der Graf Marcantonio Albicini dem Seminar hinterlassen hatte: Als dieses die Bücher nicht wollte, stiftete sie Papst Clemens XIII. der Stadt. Nach der Auflösung der christlichen Orden 1803 wurden diesen Büchern weitere Bände aus den Bibliotheken verschiedener Klöster hinzugefügt. Das Anwachsen der Bibliothek, das auch auf Zukäufe und Stiftungen zurückzuführen war, machte eine geordnete Sammlung der Bände immer dringender: Diese organisierte der Pater Cesare Majoli, ein berühmter Naturalist. Im Amte des Bibliothekars folgten ihm Dottore Pierpaolo Pasquali, L’Avv. Ulisse Pantoli, Don Domenico Brunelli und der Graf Filippo Guarini.